# Sengschaden
Sengschaden ist ein Begriff aus dem Versicherungswesen. Er bezeichnet einen lokal begrenzten, durch Hitze, aber ohne Brand oder Feuer entstandenen Schaden. Ursachen sind beispielsweise glimmende Zigarettenasche oder glühende Kohlestücke.
Sengschäden sind gemäß den allgemeinen Geschäftsbedingungen für Hausrat-, Feuer- und Gebäudeversicherungen üblicherweise nur dann versichert, wenn sie als Folge eines Brandes, Blitzschlags oder einer Explosion (ggf. auch Implosion) auftreten.
Einzelne Versicherungen schließen den Versicherungsschutz für Sengschäden explizit wieder in ihre Leistungen ein.